# Damagasell
Damagasell eller dovhjortsgasell (Gazella dama) som också kallas för ”Addra”, är en gasellart som man kan hitta i Sahara.
Arten tillhör undersläktet Nanger som ofta godkänns som släkte.

## Kännetecken

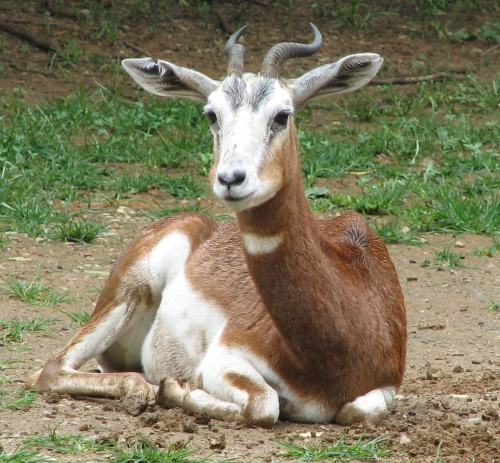
Damagasell

Damagasellens päls är mörkt rödbrun och den har stora fält med vitt. Även huvudet är vitt. Hos populationer i västra delar av utbredningsområdet är kroppen huvudsakligen rödbrun medan östliga populationer i stort sedd är vita. Dessutom finns hos västliga individer en svart strimma i ansiktet som går från ögonen till munnen. Vuxna gaseller når en kroppslängd mellan 140 och 168 centimeter. Mankhöjden är runt 80 centimeter och den kan väga upp emot 75 kilogram. Honor är med maximal 40 kilogram tydlig lättare. Deras horn är 25 till 35 centimeter långa och spetsen avslutas med en liten krok. Hannarnas horn är alltid lite större än honornas.

## Utbredning och habitat
Utbredningsområdet ligger i norra Afrika och sträcker sig från Marocko och Senegal till Sudan. Habitatet utgörs av torra öppna regioner som gräsland, halvöknar och öknar.

## Levnadssätt
Under torrperioden emigrerar den söderut på jakt efter föda. När regnperioden kommer flyttar den norrut igen.
Damagasell lever i grupper med varierande antal individer beroende på årstiden. Under regntiden består gruppen ibland av flera hundra gaseller och under torra perioder finns flera grupper med 15 till 20 individer. En grupp består vanligen av en hanne, flera honor och deras ungdjur. Det förekommer även flockar som bara består av honor och av hannar som inte nått könsmognaden eller grupper med bara hannar. Under parningstiden jagar den dominanta hannen bort alla motståndare.
Som alla gaseller är denna art växtätare som främst äter blad och örter som kompletteras med gräs. Liksom giraffgasellen står den ibland bara på sina bakre extremiteter när den äter från akacior.

## Fortplantning
Parningstiden ligger mellan augusti och oktober. Före parningen etablerar hannar ett revir som markeras med urin och avföring. Efter dräktigheten som varar i 5 eller 6 månader föder honan vanligen bara ett ungdjur (ibland tvillingar). Efter tre till fyra månader sluter honan att ge di och ungdjuret är könsmoget efter ett eller två år. I naturen blir dessa gaseller maximalt 12 år gamla och i fångenskap nästan 20 år.

## Damagasell och människor
Den är en starkt hotad art och man tror att över 80 procent av den vilda stammen har dödats under de senaste årtiondena. Jakten blev enklare efter införandet av bilar. Dessutom hotas arten genom omvandlingen av levnadsområdet till odlingsmark. Den enda stora populationen lever idag i Tchad, Niger och Mali. I Senegal var arten redan utdöd men har numera återinförts. Det antas att mindre grupper lever i Sudan och Algeriet. Hela beståndet uppskattas till 2500 individer och IUCN listar arten som akut hotad (critically endangered). För att säkra beståndet avlas damagasell i olika djurparker.